# CT尿路造影検査
CT尿路造影検査（英語: computed tomography urography、CT urography、CT urogram）とは、CTウログラフィーやCT尿路検査とも呼ばれ、造影剤を静脈に注入した後に尿路を検査するコンピュータ断層撮影法である。
CT尿路造影画像では、造影剤はカニューレを通して静脈に入り、腎臓で濾過され、尿の一部として尿路から排泄される。

## 施行方法
造影剤を投与する前に、
- 結石症
- 腎臓内の石灰化
- 腎臓腫瘤の密度
- 出血の有無

などを評価するために単純CT尿路撮影（造影剤不使用）を行う。
その後、ヨード造影剤を静脈内に投与し、腎臓腫瘤（占拠性病変が認められる場合）および尿路の評価を行う。その後、30～70秒後（造影剤が腎皮質と腎髄質に到達する頃）にCT撮影を行い、腎臓の灌流と血管の状態を評価する。そして、90秒から180秒（造影剤が腎臓全体を灌流する頃）かけて撮影したCTスキャンで、腎臓の腫瘤の特徴を評価する。造影剤は注入後3分で腎臓の集合管に排出され始め、8～10分後には造影剤で十分に満たされるほど集合管が拡張する。このタイミングでCTスキャンを撮影することは、尿路の狭窄や尿管の内側や外側から尿管を圧迫している腫瘤を評価するために有用である。また、造影CT尿路造影は腫瘍が治療に反応しているかどうかをモニターするのにも有効となっている。

## 検査方法

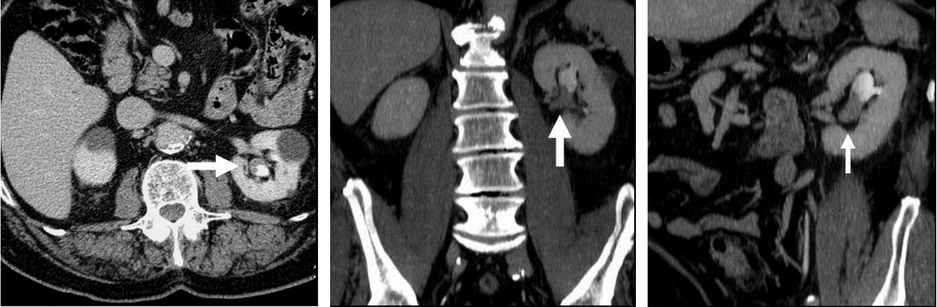
FIGURE 8. Selected images from a CT Urography protocol CT. 8a is an axial CT image from the renal parenchymal phase. There is a mildly enhancing soft tissue mass in the left renal pelvis (arrow) consistent with a transitional cell carcinoma. Figure 8b (coronal reformats) and 8c (left oblique coronal reformats) demonstrate the double bolus technique of CT Urography. These images confirm soft tissue mass (arrows) in the renal pelvis with contrast excretion into the collecting system (arrowheads).

CT Urography（CTU）は、血尿の評価によく使われ、具体的には腎実質に加えて、腎盂や、尿管、膀胱を撮影するために編み出された。
施行前に、患者は妊娠や造影剤へのアレルギーなど、リスクを伴う可能性について尋ねられることが多い。
そして、まず、膀胱がいっぱいになるように水を飲むように言われ、排尿しないよう求められる。事前に、ピアスなど、CT画像にアーチファクトを発生させる可能性のある金属類は外しておく。静脈カニューレが挿入され、スキャン中はここから造影剤を注入する。スキャンでは、CT撮影装置に通されたテーブルの上に人が横たわることになる。
CTスキャンは、多くの断面画像を撮影し、コンピュータがスキャン画像を処理することで、3D情報を提示できるようになる手法である。今回のCTスキャンでは、腎臓や尿管、膀胱、尿道などの尿路を撮影する。通常、造影剤を使わないCTスキャン（非造影相）、造影剤が腎臓内にあるときのCTスキャン（実質相）、造影剤が尿路を移動するときのCTスキャン（排泄相）が行われる。

## リスク
1. 造影剤に対してアレルギーを起こす場合がある。このような場合、通常はかゆみや発疹などの軽い症状ですむが[5]、まれにアナフィラキシーなどの重篤な反応を引き起こし、呼吸困難に陥るときがある[3]。
2. また、造影剤がカニューレ部分の静脈内に入りきらずに、漏れ出ることで、局所に痛みを引き起こしたりあざになることがある[3]。
3. その他、スキャンには放射線が含まれるため、将来のがん発生のリスクがごくわずかに増加したり[3]、妊娠に悪影響を及ぼす可能性がある[3]。
4. さらに、使用する造影剤が腎機能にダメージを与える可能性もある[3]。